# Constituição do Alasca
A Constituição do Estado do Alasca (em inglês: Constitution of the State of Alaska) é a constituição do estado norte-americano do Alasca. Foi ratificada em 1956 e entrou em vigor com a admissão do Alasca como um estado em 3 de janeiro de 1959.